# Державна скарбниця України
Держа́вна скарбни́ця Украї́ни — структурна одиниця Національного банку України, покликана нагромаджувати і зберігати запаси коштовних металів та інших коштовностей, здійснювати з ними відповідні операції для примноження золотовалютних резервів Національного банку України.

## Функції та завдання Державної скарбниці України
Основні функції та завдання Державної скарбниці України:
- нагромаджувати, облікувати і зберігати коштовні метали, коштовне каміння й інші коштовності з метою поповнення золотовалютних резервів України, забезпечувати нерозголошення державної таємниці про їх обсяги;
- купувати і продавати за рішенням правління НБУ коштовні (монетарні) метали, коштовне каміння і вироби з них, інші коштовності як на території України, так і за її межами;
- здійснювати за рішенням правління НБУ операції щодо розміщення коштовних металів на рахунках і вкладах у чужоземних банках та проводити інші операції з коштовними металами відповідно до міжнародної банківської практики;
- готувати пропозиції до НБУ про надання комерційним банкам ліцензій на здійснення операцій з коштовними металами та коштовним камінням;
- здійснювати розрахунки з підприємствами, установами, організаціями за придбані чи реалізовані коштовні метали, коштовне каміння, інші коштовності (в межах виділених Національним банком коштів);
- передавати заводам брухт коштовних металів для його афінажу та переробки і приймати назад зливки коштовних металів після афінажу;
- розробляти проекти закупівельних і відпускних цін на коштовні метали та коштовне каміння.